# 中村光至
中村 光至（なかむら こうじ、1922年〈大正11年〉9月16日 - 1998年〈平成10年〉11月3日）は、日本の小説家。本名の読みは「みつし」。主に警察小説を手がけた。『南方文学』同人。

## 人物・来歴
熊本県山鹿市生まれ。大東文化学院日本文学科卒業後、高校教師や大学事務職員などを経て、福岡県警教養課に勤務。『九州文学』などに小説を発表する一方で、『福岡県警察史』の刊行や県警職員雑誌『暁鐘』の編集を担当した。
1960年、「白い紐」でオール讀物新人賞受賞。1965年、『氷の庭』で直木賞候補。1993年、福岡市文化賞受賞。

## 著書
- 『氷の庭』講談社、1965年
- 『墨の儀式』講談社、1968年（2003年に東京法令出版から再出版。）
  - 『殉職 外山警部補殺害事件』勁文社〈ケイブンシャ文庫〉、1986年（『墨の儀式』に加筆。）
- 『黒い轍』令文社、1976年
- 『薩摩歴史散歩 燃える桜島』創元社、1978年
- 『捜査 北九州病院長バラバラ殺人事件』徳間書店〈トクマ・ノベルズ〉、1983年 - 1979年に福岡県北九州市で実際に発生した事件（北九州市病院長殺害事件）を題材にしている。
- 『刑事 唐津・虹ノ松原殺人事件』徳間書店〈トクマ・ノベルズ〉、1984年
- 『特別捜査本部 佐世保・筑豊・小倉連続強姦殺人事件』徳間書店〈トクマ・ノベルズ〉、1985年
- 『署長特命』徳間書店〈トクマ・ノベルズ〉、1986年
- 『漂着死体』勁文社〈ケイブンシャノベルス〉、1986年
- 『手配書の女』徳間書店〈トクマ・ノベルズ〉、1987年
- 『阿蘇外輪山(カルデラ)殺人事件』勁文社〈ケイブンシャノベルス〉、1987年
- 『刑事(デカ)たちの死角』勁文社〈ケイブンシャ文庫〉、1988年
- 『横須賀・マニラ殺人連鎖』廣済堂ブルーブックス〉、1989年
- 『緊急逮捕、令状なし』ケイブンシャ文庫〉、1989年
- 『横浜市警殺しの捜査線』廣済堂ブルーブックス〉、1990年
- 『広域指定105号事件』ケイブンシャ文庫〉、1990年
- 『横浜-博多・誘拐殺人』廣済堂ブルーブックス〉、1991年
- 『遊撃刑事(ショート・デカ)』光文社文庫、1992年
  - 『失踪人 遊撃刑事2』光文社文庫、1993年
  - 『密告者(インフォーマー)のリスト 遊撃刑事3』光文社文庫、1995年
  - 『追撃 遊撃刑事4』光文社文庫、1996年
  - 『拉致 遊撃刑事5』光文社文庫、1999年
- 『特捜刑事(デカ)』双葉社〈フタバノベルス〉、1992年
- 『県警特殊捜査班』ケイブンシャ文庫、1992年
- 『公開捜査』フタバノベルス、1993年
- 『退職刑事(デカ)vs.長期囚』フタバノベルス、1994年